# Élections générales britanniques de 1880
Les élections générales britanniques de 1880 se sont déroulées du 31 mars au 27 avril 1880. Ces élections sont remportées par les libéraux.

## Résultats
| Parti | Parti              | Candidats | Candidats | Candidats | Candidats | Votes     | Votes | Votes |
| Parti | Parti              | Présentés | Élus      | +/-       | %         | Nombre    | %     | +/-   |
| ----- | ------------------ | --------- | --------- | --------- | --------- | --------- | ----- | ----- |
|       | Parti libéral      | 499       | 352       | +110      | 54        | 1 836 423 | 54,7  | +2,7  |
|       | Parti conservateur | 521       | 237       | -113      | 36,3      | 1 426 351 | 42,5  | -1,8  |
|       | Home Rule League   | 81        | 63        | +3        | 9,7       | 95 535    | 2,8   | -0,9  |
|       | Autres             | 2         | 0         | 0         | 0         | 1 107     | 0,0   | N/A   |
| Total | Total              | 1 103     | 652       | =         | 100       | 3 359 416 | 100   | =     |